# Ramię w ramię
Ramię w ramię – singel polskich piosenkarek Viki Gabor i Kayah. Utwór pochodzi z debiutanckiego albumu studyjnego Gabor pt. Getaway (Into My Imagination). Singel został wydany 7 stycznia 2020. Autorami piosenki są Dominic Buczkowski-Wojtaszek, Patryk Kumór, Małgorzata Uściłowska i Katarzyna Rooijens.
Kompozycja reprezentowała Polskę w plebiscycie OGAE Song Contest 2020, podczas którego w finale konkursu zajęła 16. miejsce i uzyskała 43 punkty.
Utwór znalazł się na 4. miejscu listy AirPlay – Top, najczęściej odtwarzanych utworów w polskich rozgłośniach radiowych. Nagranie otrzymało w Polsce status podwójnie platynowego singla, przekraczając liczbę 40 tysięcy sprzedanych kopii.

## Geneza utworu i historia wydania
Utwór napisali i skomponowali Dominic Buczkowski-Wojtaszek, Patryk Kumór, Małgorzata Uściłowska i Katarzyna Rooijens. Kayah o singlu: 

Utwór został stworzony z myślą o wszystkich kobietach, siostrach, dziewczynach, które trzymają się razem i dzięki temu mogą zmieniać świat!

Singel ukazał się w formacie digital download 7 stycznia 2020 w Polsce za pośrednictwem wytwórni płytowej Universal Music Polska. Piosenka została umieszczona na debiutanckim albumie studyjnym Gabor – Getaway (Into My Imagination).
Utwór znalazł się w grupie trzydziestu polskich propozycji, spośród których polski oddział stowarzyszenia OGAE wyłaniał reprezentanta kraju na potrzeby plebiscytu OGAE Song Contest 2020. Zdobywając 278 punktów, kompozycja wygrała polskie selekcje i reprezentowała kraj w plebiscycie międzynarodowym, podczas którego w finale konkursu zajęła 16. miejsce i uzyskała 43 punkty.
Utwór znalazł się na kilkunastu polskich składankach m.in. Fresh Hits Wiosna 2020 (wydana 28 lutego 2020), Bravo Hits Wiosna 2020 (wydana 13 marca 2020), Hity na czasie. Wiosna 2020 (wydana 13 marca 2020) i Music 4 Queers & Queens (wydana 29 maja 2020).

## „Ramię w ramię” w stacjach radiowych
Nagranie było notowane na 4. miejscu w zestawieniu AirPlay – Top, najczęściej odtwarzanych utworów w polskich rozgłośniach radiowych.

## Teledysk
Do piosenki powstał teledysk w reżyserii Sebastiana Wełdycza. W ciągu jednego dnia od premiery odtworzony został ponad milion razy w serwisie YouTube.

## Wykonania na żywo
4 lutego 2020 utwór miał zostać wykonany na żywo podczas gali Bestselery Empiku 2019, lecz występ został odwołany ze względu na chorobę Gabor. 14 marca piosenka miała zostać zaprezentowana podczas gali Fryderyki 2020, ale w związku z panującym wirusem SARS-CoV-2 w Polsce wydarzenie zostało odwołane. Ostatecznie pierwszy raz publicznie Kayah i Viki Gabor  wystąpiły z utworem 23 sierpnia 2020 podczas koncertu Earth Festival emitowanego przez Polsat. 23 października wykonały piosenkę podczas finału jedenastej, emitowanej przez Polsat, edycji programu Dancing with the Stars. Taniec z gwiazdami. 
26 czerwca 2021 piosenkarki zaprezentowały utwór podczas koncertu „Najlepsi z Najlepszych” na Polsat SuperHit Festiwal 2021. 10 lipca Viki Gabor wystąpiła z utworem na koncercie w Świnoujściu w ramach trasy TVP2 Lato, muzyka, zabawa. Wakacyjna trasa Dwójki. 5 sierpnia wykonały singel podczas gali Fryderyki 2021, a 19 sierpnia podczas koncertu jubileuszowego TVN24 – #Nasze20lecie na Top of the Top Sopot Festival 2021. Dzień później zaprezentowały piosenkę podczas gali Miss Polski 2021. 5 grudnia Viki Gabor wykonała solowo utwór na koncercie TVP1 „Murem za polskim mundurem”, a następnego dnia w duecie z Kayah wystąpiła podczas koncertu „Fundacja Polsat 25 lat. Jesteśmy dla dzieci”. 31 grudnia Viki Gabor wykonała utwór podczas koncertu telewizji Polsat Sylwestrowa Moc Przebojów. 
22 marca 2022 Kayah wykonała utwór w duecie z wokalistką ukraińskiego zespołu Dagadana, Daną Vynnytską, podczas charytatywnego koncertu TVN „Razem z Ukrainą”. 21 maja Kayah i Viki Gabor wystąpiły na koncercie „Radiowy Przebój Roku” na Polsat SuperHit Festiwal. W maju Viki Gabor i jej mama Ewelina wykonały utwór podczas 34. Międzynarodowego Spotkania Zespołów Cygańskich Romane Dyvesa emitowanego przez TVP2. 31 grudnia Viki Gabor zaśpiewała na plenerowym koncercie Sylwester Marzeń organizowanym przez TVP2 w Zakopanem.
24 lutego 2023 Kayah zaśpiewała utwór w duecie z Nastią Kamienskich (NK) na zorganizowanym przez telewizję Polsat koncercie charytatywnym „Stay Together – Nie bądź obojętny”. 27 maja Kayah wykonała utwór na koncercie „20 lat festiwali Polsatu w Sopocie” na Polsat SuperHit Festiwal. 23 czerwca Viki Gabor zaśpiewała na plenerowym koncercie Polsatu „Disco pod Gwiazdami” w Białymstoku. 30 lipca Viki Gabor wystąpiła na koncercie plenerowym TVP „Roztańczona Polska” w Sochaczewie. 31 grudnia 2023 utwór został wykonany przez Kayah podczas Sylwestrowej Mocy Przebojów emitowanej na antenie stacji Polsat.
8 marca 2024 Kayah wykonała utwór podczas koncertu TVP2 „Muzyka na dobry wieczór”, zaś 31 maja 2024 podczas LXI Krajowego Festiwalu Piosenki Polskiej w Opolu. 23 maja 2025 wykonała singel w ramach medley'u swoich przebojów podczas koncertu z okazji 30-lecia albumu Kamień w ramach Polsat Hit Festiwalu 2025. W czerwcu tego samego roku wykonała utwór w akustycznej wersji podczas jam session w ramach projektu Enklawa.

## Lista utworów
- Digital download[3]

1. „Ramię w ramię” – 3:22

## Notowania
| Kraj   | Lista (2020)      | Najwyższa pozycja |
| ------ | ----------------- | ----------------- |
| Polska | AirPlay – Top     | 4                 |
| Polska | AirPlay – Nowości | 2                 |

| Kraj   | Lista (2020)  | Pozycja |
| ------ | ------------- | ------- |
| Polska | AirPlay – Top | 16      |

## Certyfikaty
| Kraj          | Certyfikat         | Sprzedaż |
| ------------- | ------------------ | -------- |
| Polska (ZPAV) | 2× platynowa płyta | 40 000+  |

## Wyróżnienia
| Rok  | Konkurs                  | Kategoria                                             | Rezultat    |
| ---- | ------------------------ | ----------------------------------------------------- | ----------- |
| 2020 | Top 50 Poplisty RMF FM   | 50 najczęściej notowanych utworów na Popliście w 2020 | 47. miejsce |
| 2020 | Gorąca 100               | 100 największych hitów 2020                           | 78. miejsce |
| 2020 | Przebój roku RMF FM 2020 | Przebój roku                                          | 36. miejsce |